# Nhà thờ Hòa bình Jawor
Nhà thờ Hòa bình Jawor (tiếng Ba Lan: Kościół Pokoju w Jaworze) là một nhà thờ Cải cách Tin Lành khung gỗ nằm gần Jawor, Dolnośląskie, Ba Lan. Đây là một công trình lịch sử được xây dựng sau Hòa ước Westfalen năm 1648 kết thúc Chiến tranh Ba Mươi Năm.

## Lịch sử
Công trình được xây dựng vào năm 1654-1655 theo thiết kế Albrecht von Säbisch với việc sử dụng một cấu trúc khung gỗ và tường là đất sét trộn rơm. Nội thất của nhà thờ đáng chú ý với phong cách Baroque gồm một bàn thờ, một bục giảng kinh và bình đựng nước thánh. Về phía bắc và phía nam nhà thờ là cấu trúc Matroneum, phòng trưng bày bốn tầng với những cửa sổ trang trí bằng những bức tranh tường minh họa kinh Cựu Ước, Tân Ước, những danh thắng về lâu đài và huy hiệu. Đây là một trong ba Nhà thờ Hòa bình được xây dựng sau Chiến tranh Ba Mươi Năm và là một trong hai nhà thờ còn lại được bảo tồn cùng với Nhà thờ Hòa bình Świdnica. Cả hai nhà thờ này đã được UNESCO công nhận là Di sản thế giới của nhân loại từ năm 2001 với tên gọi Các nhà thờ Hòa bình tại Jawor và Świdnica.

## Hình ảnh

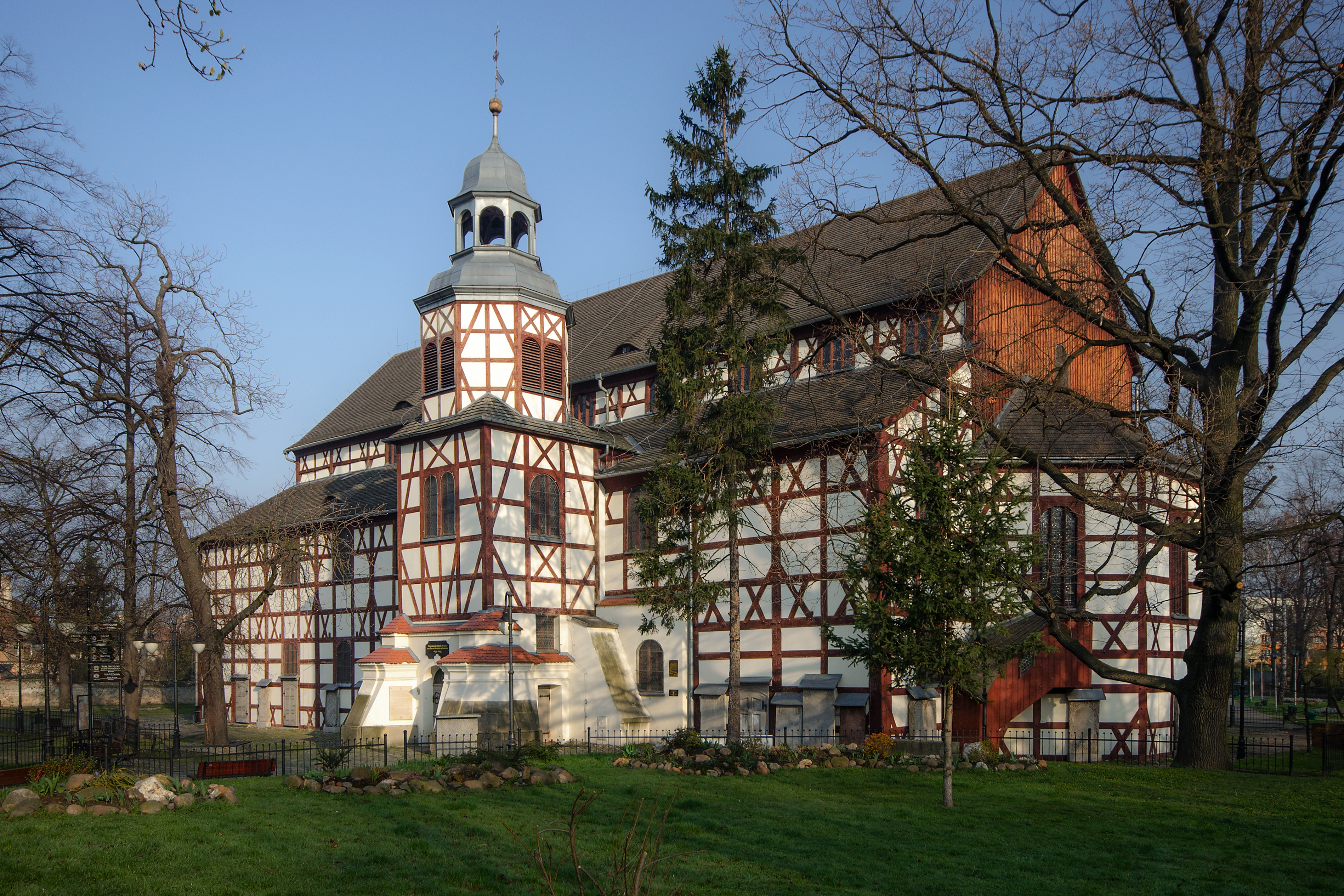
Bên ngoài nhà thờ
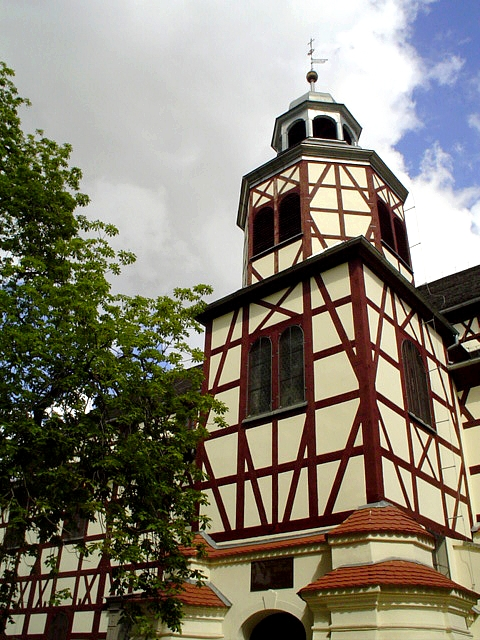
Tháp chuông nhà thờ
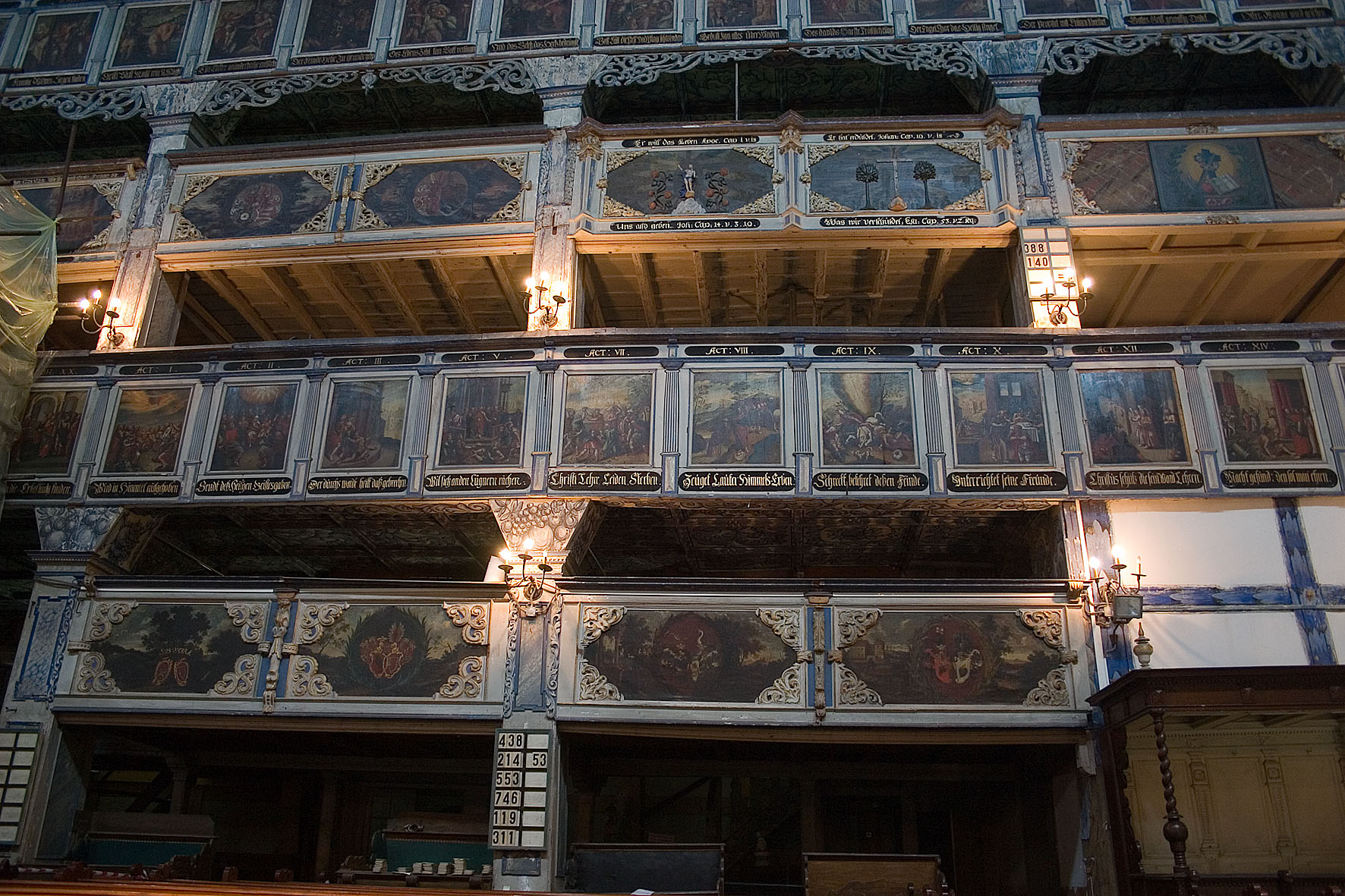
Matroneum với những bức tranh tường
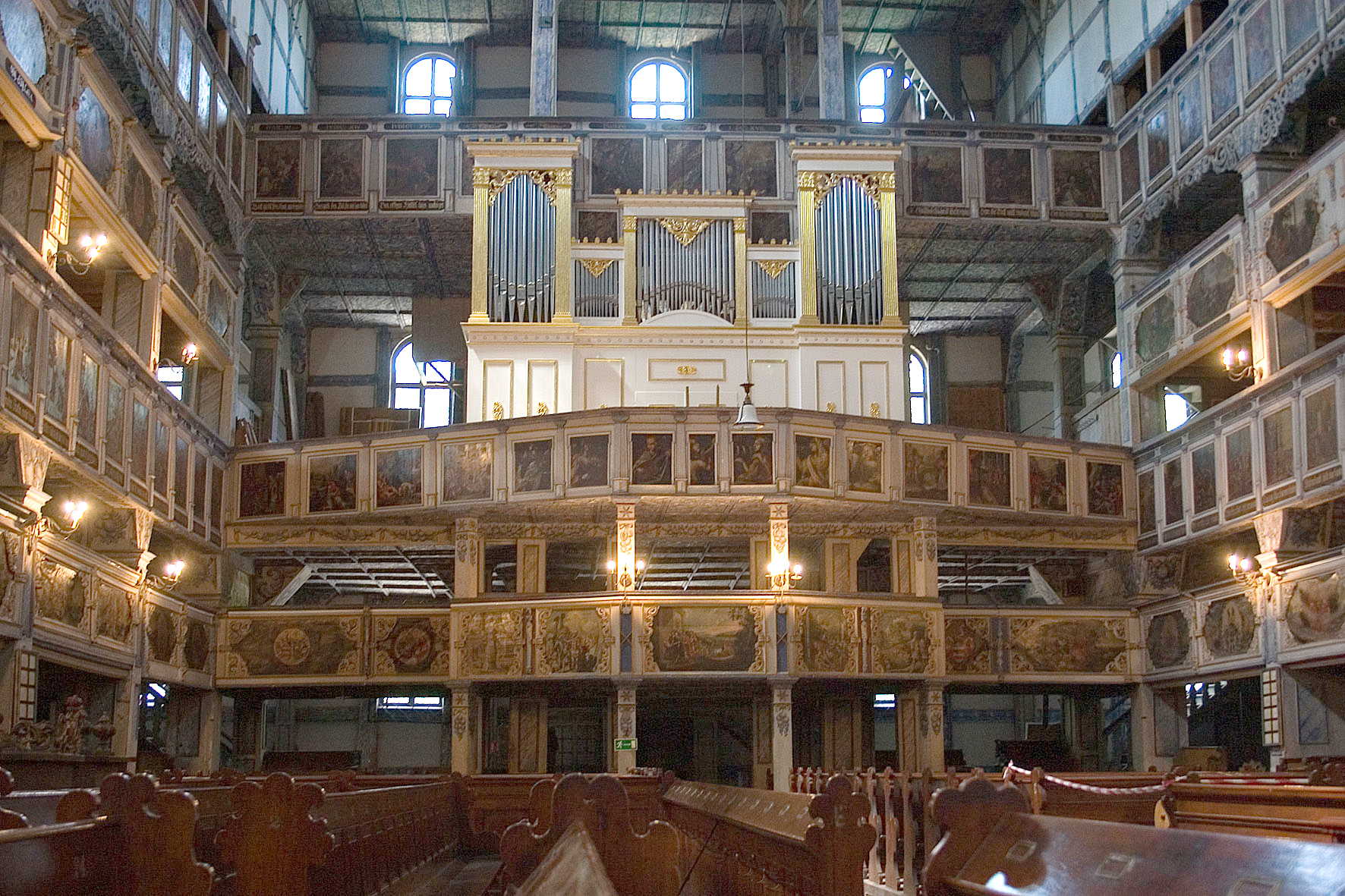
Bên trong nhà thờ với cây đại phong cầm